# 골키퍼

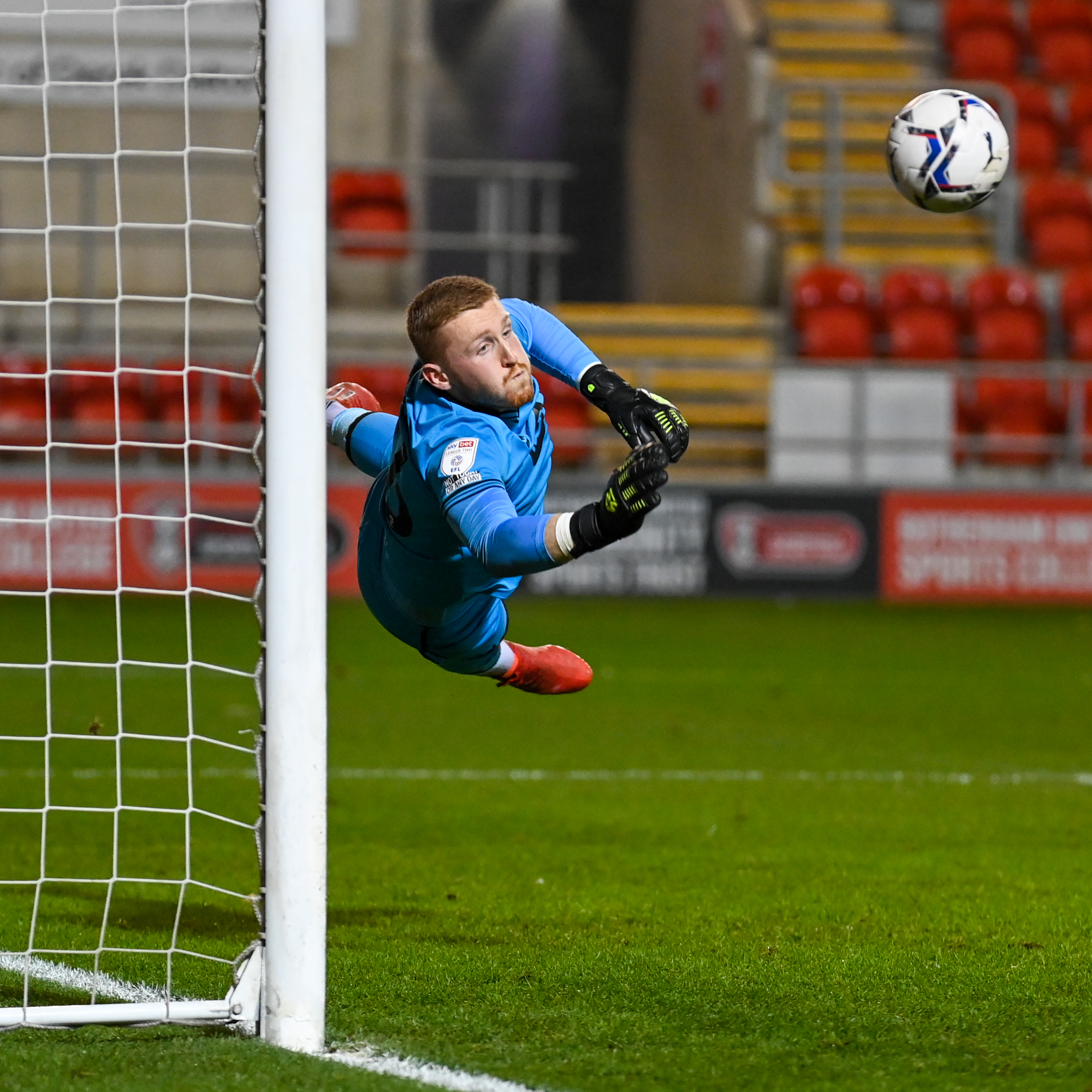
한 축구 골키퍼가 다이빙 세이브를 시도하고 있다

많은 팀 스포츠에서 골을 넣는 스포츠에서, 골키퍼(goalkeeper, 문화어: 문지기, 골텐더, 넷마인더, GK, 골리 또는 키퍼)는 상대 팀이 골을 넣는 것을 직접적으로 막기 위해 상대의 슛을 막거나 가로채는 역할을 맡은 지정된 선수이다. 이러한 포지션은 밴디, 링크 밴디, 카모기, 축구, 게일릭 풋볼, 국제 룰 풋볼, 플로어볼, 핸드볼, 헐링, 필드하키, 아이스하키, 롤러 하키, 라크로스, 링게트, 링크볼, 수구, 그리고 신티를 비롯한 다른 스포츠에도 존재한다.
대부분의 네트 득점 스포츠에서는 골키퍼에게는 다른 선수들에게 적용되지 않는 규칙이 적용된다. 이러한 규칙은 종종 골키퍼를 위험하거나 폭력적인 행동의 표적이 되지 않도록 보호하기 위해 제정된다. 이는 아이스하키나 라크로스와 같은 스포츠에서 가장 명확하게 나타나는데, 골키퍼는 공(예: 공 또는 퍽)의 충격으로부터 신체를 보호하기 위해 무거운 패드와 안면 마스크와 같은 특수 장비를 착용해야 한다.
일부 스포츠에서는 골키퍼가 다른 선수와 동일한 권리를 가질 수 있다. 예를 들어, 축구에서는 골키퍼가 다른 선수처럼 공을 찰 수 있지만, 제한된 구역에서는 손으로 공을 다룰 수도 있다. 다른 스포츠에서는 골키퍼가 허용된 행동이나 경기장 또는 링크의 구역에서 제한될 수 있다. 예를 들어, NHL에서는 골키퍼가 네트 뒤의 제한 구역에서 퍽을 플레이하거나 레드 라인을 넘어 퍽을 가져갈 수 없다.
어떤 스포츠, 예를 들어 사이클 볼이나 외발자전거 하키에서는 지정된 골키퍼가 없지만, 한 번에 한 명의 선수만 그 역할을 수행할 수 있다는 조건 하에 어떤 선수든지 그 역할을 수행할 수 있다.
농구와 같은 일부 스포츠에서는 골키퍼와 같이 행동하는 것이 규칙 위반으로 간주된다.

## 예시

### 축구 종목

#### 축구

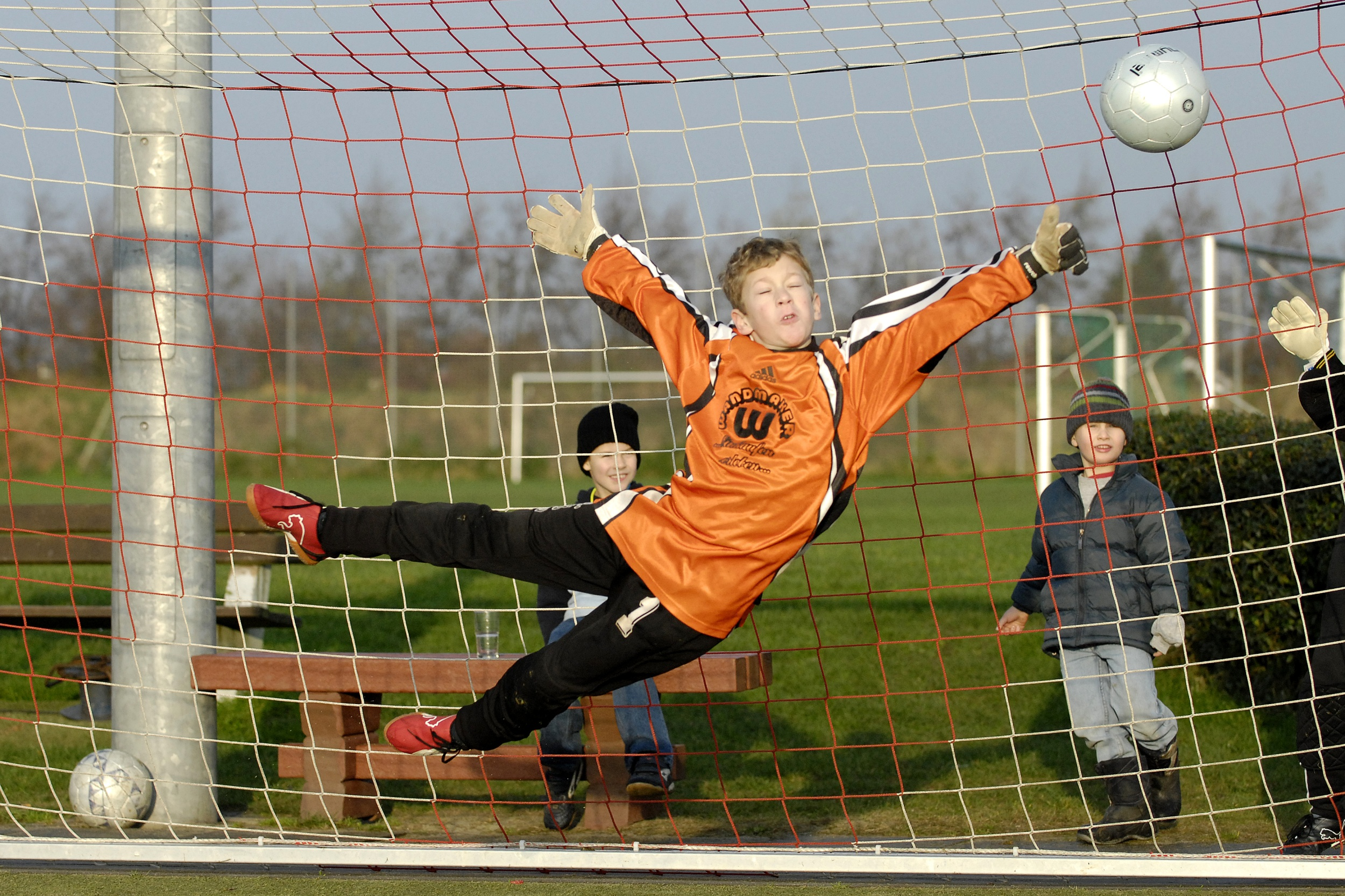
청소년 축구 골키퍼

축구에서 각 팀의 골키퍼(GK)는 팀의 골을 방어하며 경기 내에서 특별한 권한을 가진다. 골키퍼의 주요 임무는 공이 골 안으로 들어가는 것을 막는 것이다. 골키퍼는 자신의 페널티 에어리어 내에서만 손과 팔을 사용하여 공을 잡거나 던지거나 막을 수 있는 유일한 선수이다. 골키퍼는 심판의 유니폼 색상 및 양 팀의 일반 유니폼 색상과 구분되는 독특한 색상의 유니폼을 착용해야 심판이 쉽게 식별할 수 있다. 다른 특정 요구 사항은 없지만, 골키퍼는 일반적으로 패드 처리된 의류와 같은 추가 보호 장비를 착용할 수 있다. 대부분의 골키퍼는 손을 보호하고 공을 더 잘 잡기 위해 장갑을 착용한다. 경기장의 모든 선수와 마찬가지로 정강이 보호대를 착용해야 한다.
골키퍼는 공을 잡을 수 있으며, 공을 주먹으로 쳐내거나 골대에서 멀리 쳐낼 수도 있다. 골키퍼는 일반적으로 공이 공중에 높이 떠 있을 때 팔을 들어 공격자가 헤딩을 시도하기 전에 공을 플레이함으로써 상당한 이점을 얻는다. 골키퍼가 공을 잡으면, 공을 차거나 던지거나, 땅에 놓고 발로 플레이할 수 있다. 공식 축구 경기 규칙은 골키퍼가 공을 잡은 후 6초 이내에 공을 재분배해야 한다고 명시하고 있지만, 심판은 골키퍼가 명백히 시간을 낭비하려고 시도하지 않는 한 재량권을 행사하는 경우가 많다. 골키퍼가 공을 소유하면 상대 선수는 공을 플레이하려고 시도할 수 없으며 골키퍼가 킥을 시도할 수 있는 공간을 주어야 한다. 심판은 일반적으로 공이 공중에 있고 골키퍼와 상대 팀의 필드 플레이어가 모두 공을 다투는 경우 무방비 상태의 골키퍼에게 이점을 준다.
1936년 선덜랜드 AFC 골키퍼 지미 소프의 사망은 선수가 팔로 공을 제어하는 골키퍼에게 발을 들어 올릴 수 없게 하는 규칙의 발전에 영향을 미쳤다. 그 시즌 리그에서 우승했음에도 불구하고, 선덜랜드의 시즌은 첼시와의 로커 파크 경기에서 백패스 후 공을 잡은 어린 골키퍼가 머리와 가슴에 발길질을 당해 사망하면서 비극으로 얼룩졌다. 그는 경기가 끝날 때까지 계속 참여했지만, 그 후 집에서 쓰러져 4일 후 병원에서 '상대 팀의 거친 사용으로 인해 가속화된' 당뇨병과 심부전으로 사망했다.
골키퍼는 일반적으로 페널티 에어리어에서 손을 사용할 수 있지만, 팀 동료가 고의로 자신에게 찬 공(뒤로 가지 않아도 됨)에 대해서는 손을 사용할 수 없다. 이러한 상황에서 골키퍼는 발로 공을 플레이할 수 있지만, 손으로 잡을 수는 없다. 이 규칙은 오직 찬 공에만 적용된다. 머리로 헤딩하거나 다른 방식으로 차지 않은 공은 골키퍼가 페널티 없이 잡을 수 있다. 이 규칙을 위반하면 상대 팀에게 간접 프리킥이 주어진다. 팀 동료가 단순히 굴절시킨 공은 굴절이 고의적인 플레이가 아니므로 골키퍼가 잡을 수 있다. "백패스" 규칙은 1990년대 초부터 국제 축구와 대부분의 프로 및 아마추어 리그에서 지켜져 왔지만, 어린 선수들을 위한 리그에서는 이 규칙을 시행하지 않을 수도 있다. 백패스 규칙은 경기 규칙 12조에 명시되어 있다.
골키퍼는 보통 팀에서 필드 전체를 볼 수 있는 유일한 선수이기 때문에, 프리킥이나 코너킥과 같이 수비할 때 팀의 조직자 역할을 하는 경우가 많다. 이는 골키퍼가 경기장의 수비 구역 전체에 목소리를 전달할 수 있을 정도로 큰 목소리를 내야 한다는 것을 의미한다. 또한, 팀 선수들은 골키퍼가 내는 지시를 듣고 반응할 수 있어야 한다. 위대한 축구 골키퍼로는 페트르 체흐, 페테르 슈마이켈, 마누엘 노이어, 올리버 칸, 에드빈 판 데르 사르, 레프 야신, 잔루이지 부폰, 장마리 파프, 리카르도 사모라 또는 미셸 프뢰돔 등이 있다.

#### 게일릭 풋볼
게일릭 풋볼에서 골키퍼의 주된 임무는 팀의 골을 직접적으로 방어하여 골이 득점되는 것을 막는 것이다. 골은 공이 골을 통과할 때 발생하며, 공격 팀은 3점을 얻는다. 골키퍼는 작은 직사각형 안에서만 땅에 있는 공을 손으로 다룰 수 있는 유일한 선수이다.

#### 국제 룰 풋볼
국제 룰 풋볼은 오스트레일리안 풋볼 (골키퍼가 없음)과 게일릭 풋볼의 하이브리드 게임으로, 골키퍼의 주된 임무는 골이 득점되는 것을 막는 것이다. 골은 공격 선수의 어떤 부분에서든 공이 나와 골을 통과할 때 발생하며, 공격 팀은 6점을 얻는다.

#### 그리드아이언 풋볼
"골 텐드"라는 용어는 초기 아메리칸 풋볼 포지션 설명에서 스크리미지 라인에서 가장 멀리 떨어진 수비 포지션을 설명하는 데 사용되었다. 결국 이 용어는 더 이상 사용되지 않게 되었고, 수비 풀백이라는 용어로 대체되었으며, 현재는 프리 세이프티 (또는 킥 상황에서는 펀트 리터너)라는 용어로 불린다. 축구나 게일릭 풋볼과는 달리, 골 텐드/세이프티는 골포스트를 물리적으로 보호하지 않는다. 골포스트는 지면 위에 높이 솟아 있어 대부분의 선수들이 도달하기 어렵기 때문이다(내셔널 풋볼 리그 또한 1985년에 골 텐딩을 명시적으로 금지했다. 다른 수준의 경기에는 그러한 규칙이 없다). 또한, 다른 풋볼 코드와는 달리, 골 텐드에는 특별한 공 처리 특권이 없다.
골키퍼와 유사한 책임이 발생하는 한 가지 상황은 캐나디안 풋볼에서 발생하는데, 엔드 존 밖으로 되돌려지지 않은 찬 공에 대해 싱글 포인트가 부여될 때이다. 일반적으로 수비 팀은 싱글 포인트를 내주는 것이 일반적이지만, 그 포인트를 내주면 리드를 위태롭게 할 수 있는 상황이 자주 발생한다. 따라서 골텐더는 공을 회수하여 엔드 존 밖으로 되돌리거나, 일반적으로 경기 막판에, 포인트를 내주지 않기 위해 공을 다시 경기장으로 펀트하거나 아웃 오브 바운드로 보내는 데 사용될 수 있다.

### 핸드볼
핸드볼에서 골키퍼는 경기 내내 6미터 존에 머무를 수 있는 유일한 선수이다. 골키퍼는 수비 6미터 존 내에서만 양손, 몸통, 양다리 등 신체의 모든 부위를 사용하여 공을 막을 수 있다.
공이 6미터 존 내에 놓여 있을 때는 언제든지 골키퍼가 공을 소유한다. 반면에 공이 6미터 존 위 공중에 있을 때는 상대방이 6미터 존 안으로 들어가지 않고도 공을 점프하여 잡을 수 있다.
골키퍼는 상대방 하프 코트에 있는 팀 동료에게 공을 길게 패스하여 속공 득점을 시도하는 공격에도 참여할 수 있다. 일반적인 핸드볼 골키퍼 의상은 긴팔 저지, 긴 바지, 그리고 모든 신체 보호 장비(예: 베이스 레이어 또는 보호컵)를 포함한다.

#### 체코 핸드볼

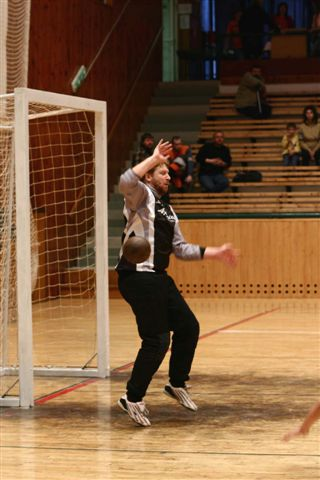
체코 핸드볼 골키퍼

체코 핸드볼에서 골키퍼는 경기 중에 공을 찰 수 있는 유일한 선수이며, 골 에어리어 안에서 슛을 막을 때만 가능하다(다른 선수들은 무릎 위로만 공과 접촉할 수 있다). 공격수들은 골 에어리어 안으로 들어갈 수 있지만, 그 안에서 슛을 할 수는 없다. 골키퍼는 다른 팀의 수비 3분의 1 지점을 넘을 수 없다. 골키퍼는 공이 골 에어리어 뒤에서 골대에 굴절되지 않고 아웃 오브 플레이될 때 페널티 스로우를 한다. 심판은 페널티 스로우와 프리 스로우 전에 골키퍼 교체를 허용해야 한다. 골키퍼는 다른 선수들과 다른 색깔의 유니폼을 입어야 한다.

### 하키

#### 밴디

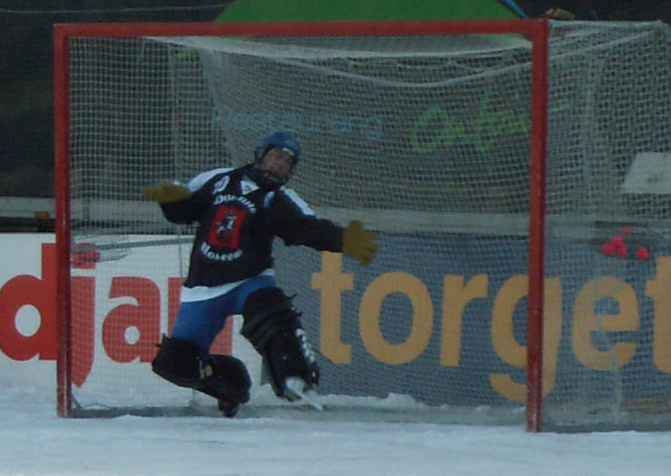
키릴 흐발코 (디나모 모스크바) 세이브 시도

밴디에서 골키퍼는 팀의 골을 방어하며 경기 내에서 특별한 권한을 가지는데, 이는 국제 밴디 연맹에서 정한 밴디 경기 규칙의 6조에 규정되어 있다. 골키퍼의 주된 임무는 공이 골 안으로 들어가는 것을 막는 것이다. 골키퍼는 공을 놓아주기 전까지 6초 동안 공을 잡고 있을 수 있다. 수비수에게 공을 떨어뜨리거나 공격수에게 직접 던질 수 있다.
공이 골라인을 통과하면 다양한 조치가 따른다. 수비수가 마지막으로 공을 건드렸고 공이 골포스트 사이로 들어가면 자책골이 된다. 골포스트 밖으로 나가면 코너 스트로크가 된다. 공격수의 스틱에 마지막으로 닿아 골포스트 사이로 들어가면 골 또는 무효 골(오프사이드 또는 공격 팀의 반칙)이 된다. 공격수가 골라인 밖으로 공을 보냈을 경우, 골키퍼는 골대 양쪽에 걸려 있는 케이지에서 새 공을 가져와 심판의 신호 없이 경기에 투입할 수 있다.
골키퍼는 손으로 공을 다룰 수 있는 유일한 선수이다(단, 자신의 페널티 에어리어 내에서만). 규칙 6.1에 따르면 골키퍼는 심판의 혼란을 피하기 위해 양 팀의 유니폼 색깔과 다른 색깔의 유니폼을 착용해야 한다. 골키퍼는 공을 잡는 데 도움이 되는 패드 장갑, 큰 정강이 보호대, 패드 스웨터, 그리고 안면 마스크가 달린 헬멧을 착용한다.
골키퍼는 스케이트를 이용하여 팀 동료에게 공을 패스할 수 있는 팀 내 유일한 선수이다. 팀에는 예비 골키퍼가 있을 수 있으며, 둘은 경기 중 언제든지 심판에게 통지할 필요 없이 교체할 수 있다. 밴디에는 타임아웃이 없지만, 골키퍼가 다쳤을 경우, 특히 지정된 예비 골키퍼가 없을 경우 예외적으로 타임아웃을 허용하기도 한다.
골키퍼는 보통 팀에서 경기장 전체를 볼 수 있는 유일한 선수이기 때문에, 특히 자신에게 불리한 프리 스트로크 시에는 팀의 조직자 역할을 하는 경우가 많다.

#### 브룸볼
브룸볼에서 골키퍼 또는 골텐더의 역할은 자신의 브룸과 몸을 사용하여 공이 네트 안으로 들어가는 것을 막는 것이다. 공식 경기에서는 일반적인 보호 복장 외에 안면 보호대와 헬멧을 착용해야 한다. 또한 하나의 블로커 장갑과 다리 보호대를 사용할 수 있다. 대부분의 골키퍼 특권은 골 지역 내에서만 적용되며, 예를 들어 공을 손으로 덮거나 경기장 밖으로 보낼 수 있다. 골텐더는 반칙으로 페널티 벤치로 보내지지 않는다. 대신 다른 팀원이 대신할 사람으로 지명된다. 골텐더는 중앙선을 넘거나 중앙선을 넘어 공을 플레이할 수 없다. 골텐더 교체는 어떤 중단 시에도 원하는 만큼 자주 할 수 있다.

#### 필드하키

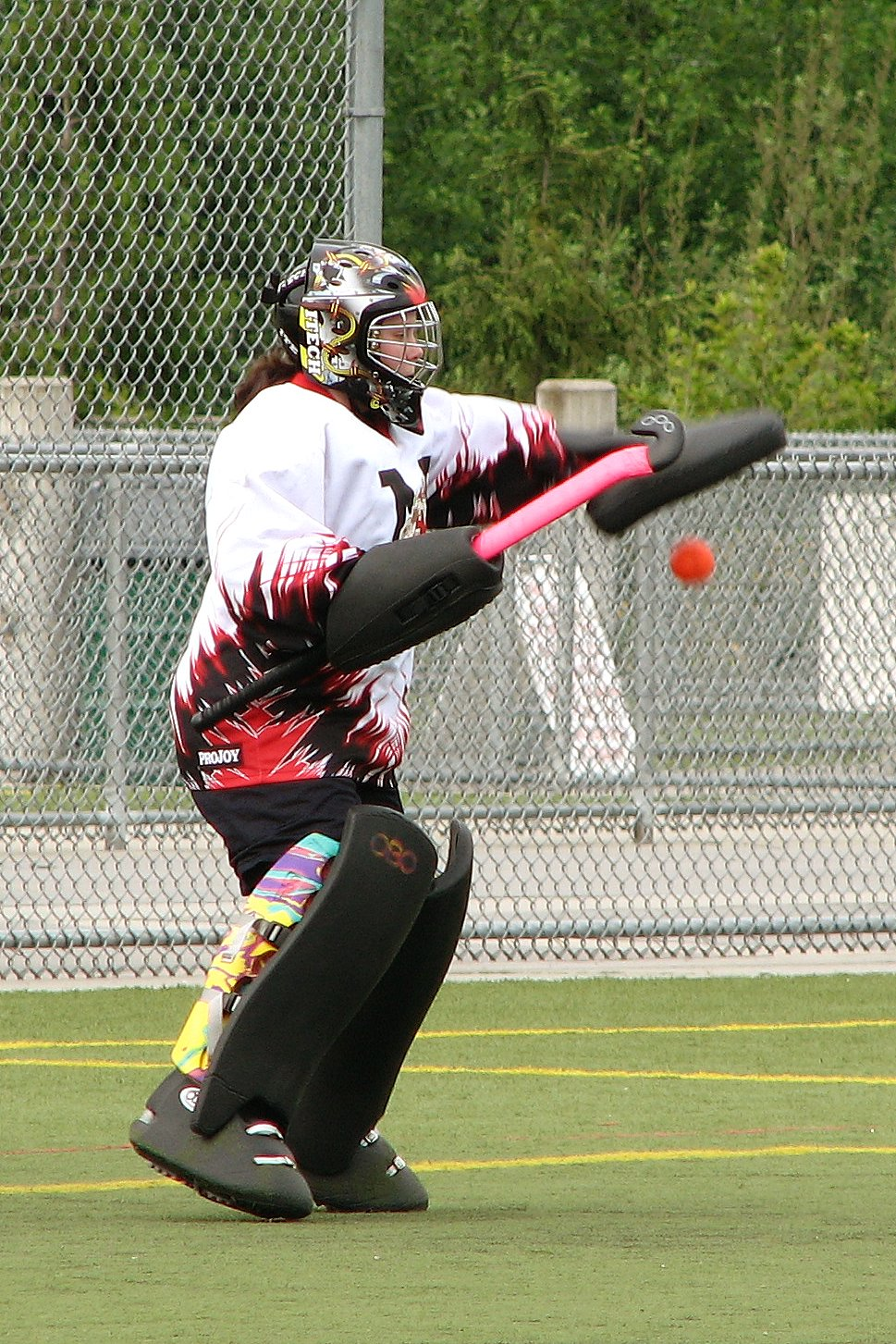
필드하키 골키퍼

필드하키에서 골키퍼는 일반적으로 헬멧, 안면 및 목 보호대, 가슴 및 다리 패딩, 팔 또는 팔꿈치 보호대, 특수 장갑(왼쪽 장갑은 공을 막는 용도로만 설계되었으며, 오른쪽 장갑도 이러한 기능을 하지만 추가로 골키퍼가 스틱을 잡고 사용할 수 있도록 설계됨), 다리 보호대(패드라고 함) 및 신발 덮개(키커라고 함)를 포함한 광범위한 보호 장비를 착용한다. 장갑, 패드 및 키커는 거의 항상 골키퍼를 보호하고 우수한 반발 특성을 지닌 특수 고밀도 폼 소재로 만들어진다. 골키퍼는 또한 스틱을 장비하는데, 골키퍼용으로 설계된 스틱이거나 일반 경기용 스틱일 수 있다. 전문 골키퍼 스틱은 필드 플레이어 스틱과 동일한 치수 제한을 준수해야 하지만, 한 손으로 최적의 사용을 위해 설계되었으며 공을 때리는 것보다 막는 데 중점을 둔다. 2007년부터 팀은 11명의 필드 플레이어로 경기하고 골키퍼의 특권을 가진 선수를 두지 않을 수 있다. 골키퍼가 사용될 경우, 두 가지 범주 중 하나에 속한다. 완전히 장비된 골키퍼는 헬멧을 착용해야 하며, 상대 골키퍼를 상대로 페널티 스트로크를 수행하도록 지명되지 않는 한 다른 색상의 셔츠와 최소한 발 및 다리 보호대를 착용해야 한다(팔 및 상체 보호는 선택 사항). 또는 헬멧만 착용하도록 선택할 수 있다. 골키퍼는 몸의 어떤 부분이라도 사용하여 공을 플레이하거나 굴절시킬 수 있지만, 공의 플레이를 방해할 수는 없으며(예를 들어 공 위에 눕는 것), 골 서클("D"라고도 함) 내에서만 그렇게 할 수 있다. D 밖에서는 필드 플레이어와 동일한 규칙을 따르며 스틱만 사용하여 공을 플레이할 수 있다. 헬멧을 착용한 골키퍼는 페널티 스트로크를 수행하는 골키퍼를 제외하고는 팀의 23m 라인을 넘어갈 수 없다. 그러나 헬멧만 착용하기로 선택한 골키퍼는 헬멧을 벗을 수 있으며, 경기장에 남겨두지 않는 한 피치 어느 부분에서든 경기에 참여할 수 있으며, 세이브를 하기 전에 헬멧을 다시 착용할 시간이 없더라도 골키퍼 특권을 유지한다. 페널티 스트로크 또는 페널티 코너를 방어할 때는 헬멧 착용이 의무이다.

#### 플로어볼

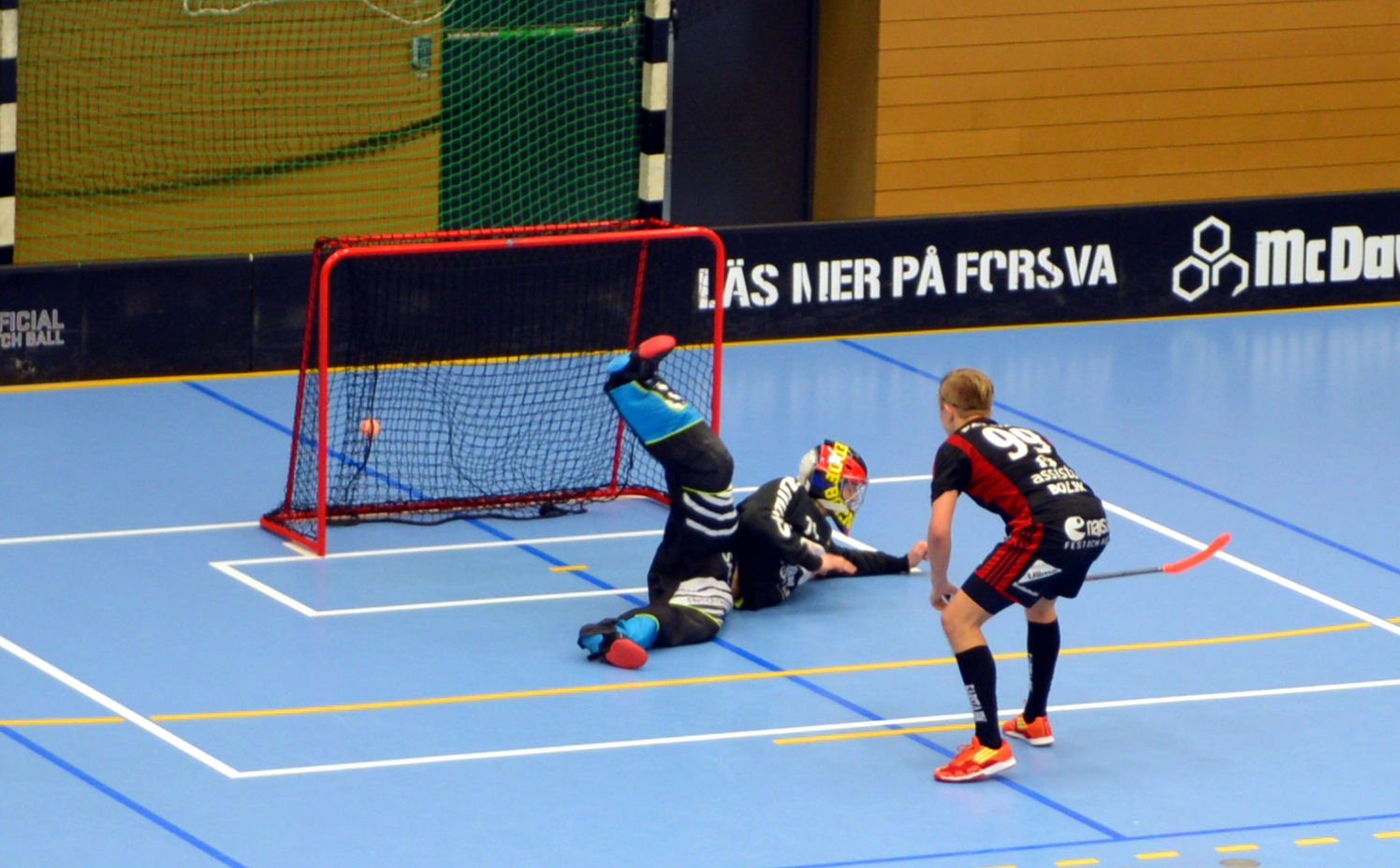
상대팀 선수가 골대에 공을 넣는 것을 막는 데 실패한 플로어볼 골키퍼

플로어볼에서 골키퍼는 팀의 골을 방어하며 경기 내에서 따라야 할 특별한 규칙이 있다. 골키퍼는 손으로 공을 플레이할 수 있는 유일한 선수이다. 골키퍼는 스틱을 가지고 있지 않으며, 골 크리즈 안에서 무릎을 꿇고 움직이며 골로 향하는 슛을 막으려고 시도한다. 골키퍼가 공을 소유하면, 3초 이내에 공을 다시 경기에 투입해야 한다. 골키퍼는 크리즈 밖에서 공을 제어할 수 없으며, 발로 차는 경우를 제외한다. 골키퍼는 빠른 공격 기회를 위해 공을 던질 수 있으므로 플레이를 시작하는 데 필수적인 부분이다. 던질 때, 공은 중앙선을 넘기 전에 골키퍼 자신의 사이드를 먼저 터치해야 한다. 골키퍼는 필드 전체를 더 잘 볼 수 있으므로 팀 경기를 조직하는 데도 중요하다. 골키퍼에 대한 어떤 접촉(슬래싱, 방해 등)도 프리 샷 또는 2분 페널티로 이어진다. 아이스하키와 마찬가지로, 지연된 페널티가 발생하거나 팀이 경기 마지막 순간에 동점골이 필요한 경우 골키퍼를 추가 공격수로 교체할 수 있다. 골키퍼는 득점할 수 있지만, 일부 리그에서는 그렇지 않다. 플로어볼 경기에서는 게임의 극도로 빠른 템포와 빠른 슛으로 인해 아이스하키보다 더 많은 골이 득점되는 경우가 많다.
골키퍼에게 필수적인 장비는 마스크, 골리 셔츠, 골리 팬츠 및 신발이다. 대부분의 골키퍼는 장갑도 착용한다. 무릎 보호대, 팔꿈치 보호대, 정강이 보호대, 샅 보호대 및 몸통 갑옷과 같은 다른 보호 장비를 선택적으로 착용할 수도 있다. 일부 주니어/독립 리그에서는 많은 골키퍼가 골리 셔츠조차 입지 않고 후드 티를 입는다.

#### 아이스하키

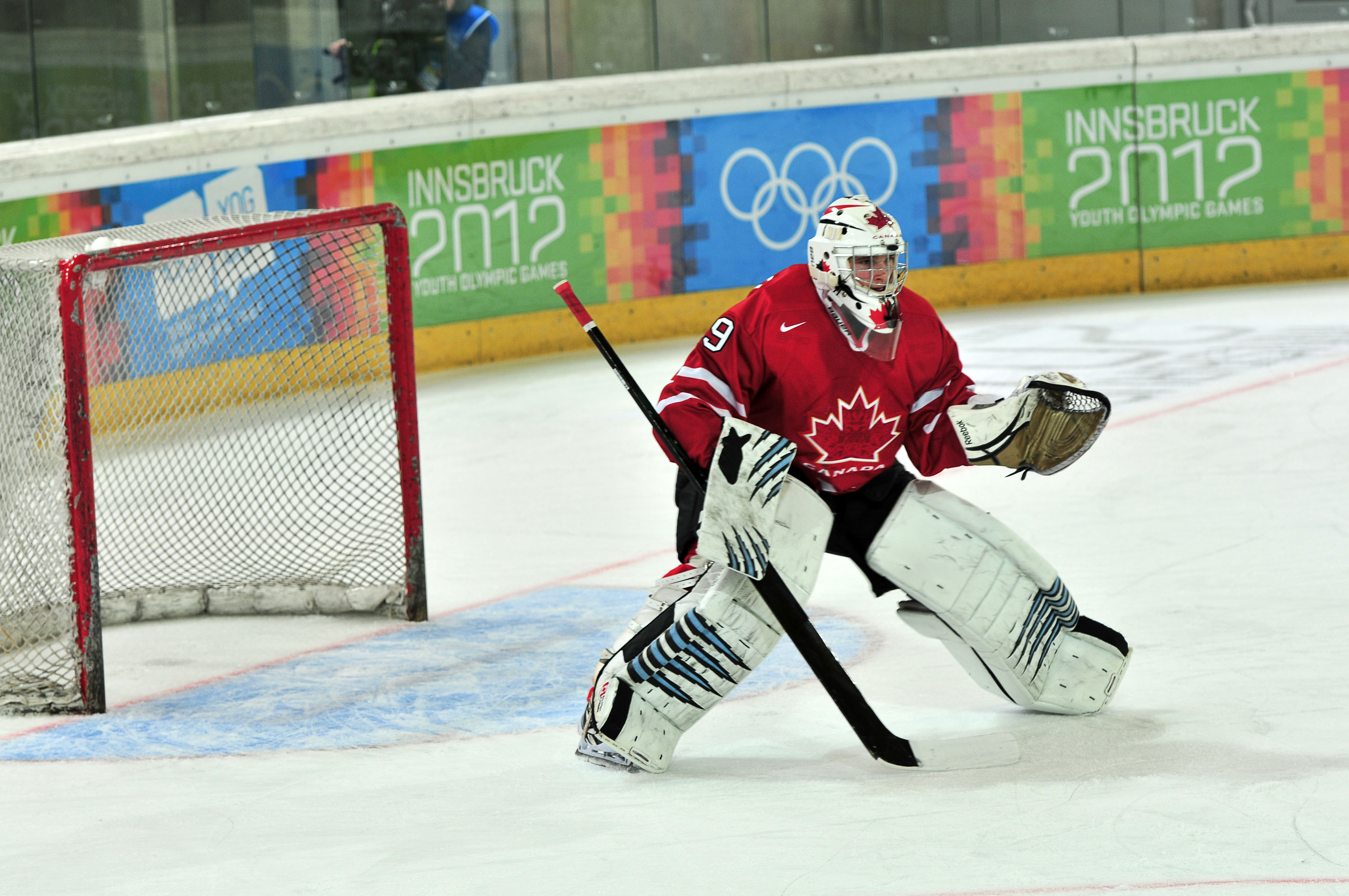
아이스하키 골키퍼 또는 "골리"

아이스하키에서 골키퍼는 흔히 "골텐더" 또는 단순히 "골리"라고 불린다. 이들은 퍽의 샷이 네트에 들어가는 것을 막아 팀의 골 존(네트)을 방어하며, 따라서 상대 팀이 득점하는 것을 막는다. 골텐더는 일반적으로 골 크리즈(흔히 단순히 크리즈 또는 네트라고 불림)라고 불리는 네트 앞 구역 안이나 근처에서 플레이한다. 샷의 강도 때문에 골텐더는 직접적인 충격으로부터 몸을 보호하기 위해 특별한 장비를 착용한다. 대부분의 다른 스포츠와 마찬가지로, 각 팀에서 한 번에 한 명의 골텐더만 경기장에 있을 수 있다.

### 헐링

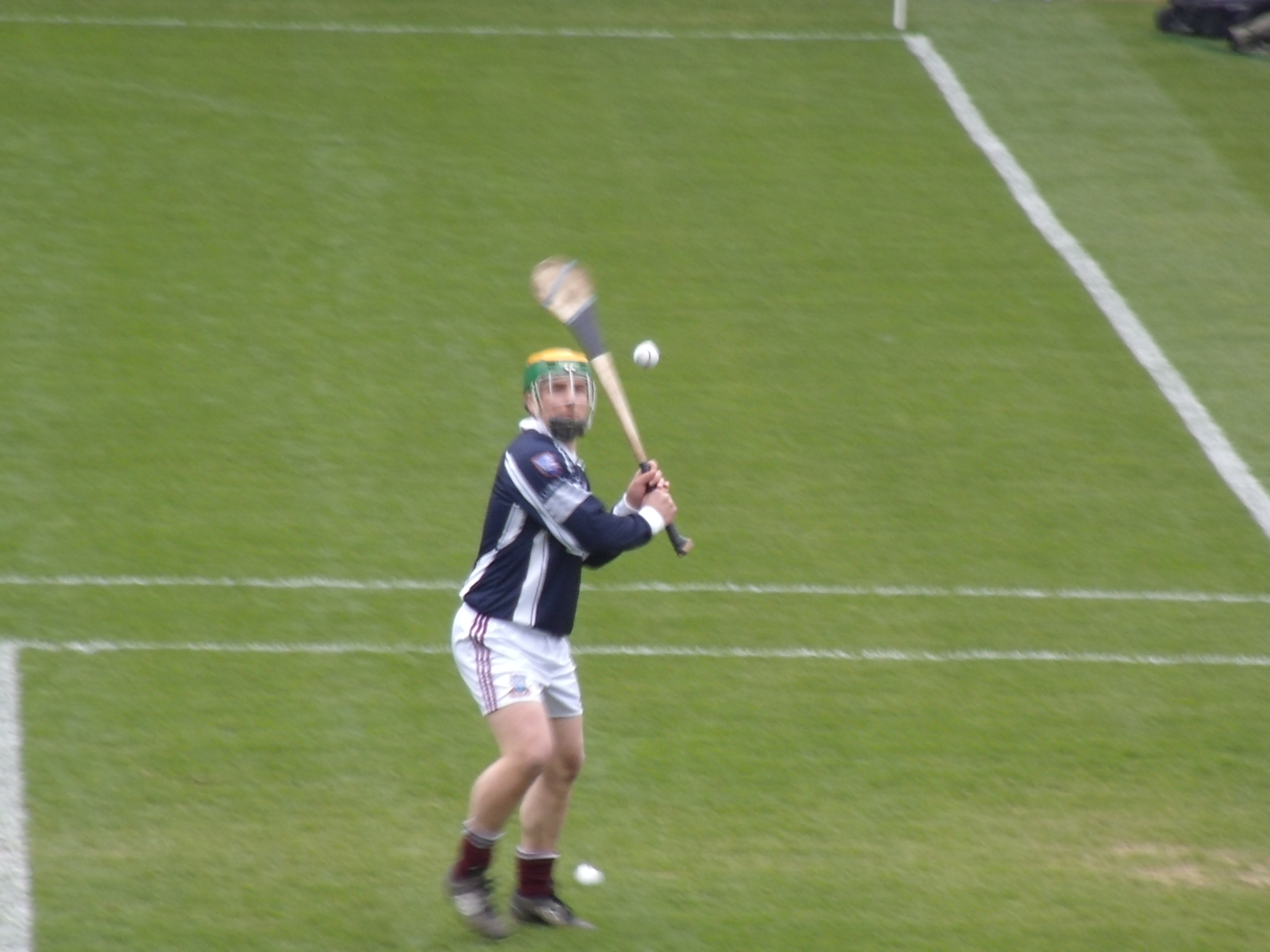
헐링 골키퍼

헐링에서 골키퍼의 주된 임무는 팀의 골을 직접적으로 방어하여 골이 득점되는 것을 막는 것이다. 골키퍼는 또한 득점 또는 와이드 볼 이후 "퍽아웃"을 한다. 골은 공이 골을 통과할 때 발생하며, 공격 팀은 3점을 얻는다. 골키퍼에게는 한 가지 특별한 규칙이 있는데, 상대 선수는 골키퍼가 작은 평행사변형 안에서 공을 소유하고 있는 동안 직접적으로 신체적으로 도전할 수 없다. 반면에 골키퍼가 작은 평행사변형을 벗어나면 다른 모든 선수와 동일한 규칙을 따른다. 골키퍼는 다른 색상의 저지를 입는데, 예를 들어 팀이 흰색 글씨가 있는 파란색 저지를 입으면 골키퍼는 파란색 글씨가 있는 동일한 디자인의 흰색 저지를 입는다. 대부분의 골키퍼는 샷 방지에 도움이 되는 더 넓은 바스(평평한 면)를 가진 특정 헐리를 사용한다.

### 라크로스

#### 인도어라크로스
1930년대 실내 또는 인도어라크로스가 탄생한 이래, 얼음이 없는 아이스하키 패드에서 라크로스의 다른 역동성을 위해 독특한 형태의 라크로스 골텐더가 형성되었다.

#### 필드 라크로스
남자 필드 라크로스에서 지정된 골키퍼는 40인치에서 72인치 길이의 스틱을 가질 수 있으며, 골키퍼 크로스의 헤드 폭은 최대 12인치까지 허용된다. 이는 필드 플레이어의 헤드보다 상당히 커서 샷을 막는 데 도움이 된다. 골키퍼가 세이브를 하고 크로스(스틱)로 공을 제어하면, 보호 크리즈 안에서 4초 동안만 공을 소유할 수 있다(길이는 플레이 수준에 따라 달라질 수 있다). 4초가 지나기 전에 골키퍼는 공을 패스하거나 크리즈를 떠나야 한다. 떠난 후에는 공을 소유한 채로 크리즈에 다시 들어갈 수 없다.
크리즈(반경 9피트) 안에 있는 동안 공격 선수는 골키퍼나 스틱에 접촉할 수 없다. 이를 "골리 방해"라고 하며, 하프 필드 라인까지 프리 클리어가 페널티로 주어진다. 골키퍼가 크리즈 안에 있을 때의 패스에 대한 NCAA/MLL 규칙과 국제 규칙 사이에는 상당한 차이가 있다. NCAA/MLL 규칙에 따르면, 공이 이미 풀린 후에도 패스하는 동안 골리 스틱에 접촉하는 것은 금지되며 방해로 간주된다. 국제 규칙에 따르면, 소유권이 끝나면 보호도 끝난다. 공이 풀린 후 골리 스틱에 접촉하는 것은 합법이다. 골키퍼는 손으로 공을 접촉할 수 있지만, 공을 제어하거나 잡을 수는 없다.
여자 라크로스에서 골키퍼는 세이브를 하고 크로스로 공을 제어하면 크리즈 안에서 10초 동안 공을 소유할 수 있다. 방해 규칙은 남자 라크로스와 유사하다. 남자 경기와 달리 여자 골키퍼는 손으로 공을 제어하거나 잡을 수 있다.
남자 라크로스와 여자 라크로스 모두 골키퍼는 헬멧과 4점 턱끈, 목 보호대, 장갑, 가슴 보호대를 착용해야 한다. 남자 경기에서는 보호 컵 사용이 명백한 이유로 필수이며, 2007년부터 여자 골키퍼에게도 허벅지 패드와 정강이 보호대가 요구되고 있다. 허용되지만, 팔꿈치 및 어깨 패드, 허벅지 패드 및 정강이 보호대, 긴 운동복 바지 등 선택적인 보호 장비를 착용하는 골키퍼는 거의 없다.

### 네트볼
네트볼에서 골키퍼(GK로 표기)의 역할은 상대 선수가 슛을 쏘는 것을 막는 것이다. 이는 패스와 슛을 굴절시키고 가로채거나, 실패한 슛에서 튀어 나온 공을 수집하고, 슛팅 서클에서 상대 선수의 위치에 전략적으로 영향을 미침으로써 수행할 수 있다. 골키퍼와 골 디펜스 포지션만 상대 슛팅 서클 안에 들어갈 수 있으며, 모든 득점 슛은 다른 팀의 골 공격수와 골 슈터가 슛팅 서클 안에서 쏴야 한다. 골키퍼는 일반적으로 상대 팀의 골 슈터를 방어한다. 네트볼의 일반 규칙에 따라, 골키퍼는 공을 소유한 선수의 착지 발 위치에서 최소 3피트 떨어져 있어야 슛을 막으려는 시도를 할 수 있으며, 그렇지 않으면 상대 팀 선수에게 방해 페널티 패스/슛이 주어지며, 이 경우 골키퍼는 선수의 옆에 서서 공이 던져질 때까지 경기에서 벗어나야 한다. 골키퍼는 코트의 수비 3분의 1 지점에 머물러야 한다.

### 신티
신티와 여자 신티에서 골키퍼는 손으로 공을 만질 수 있는 유일한 선수이다. 그러나 이는 공을 잡거나 홀딩하는 것까지는 아니며, 허용되는 동작은 '슬랩'으로 묘사되며, 이 예외는 10야드 구역 내에서만 적용된다. 골키퍼는 다른 선수들과 마찬가지로 카만/스틱, 가슴, 두 발을 모으거나 한 발을 땅에 딛고 공을 막을 수도 있다. 골키퍼는 다른 선수들과 다른 색깔의 유니폼을 입어야 한다.

### 수구

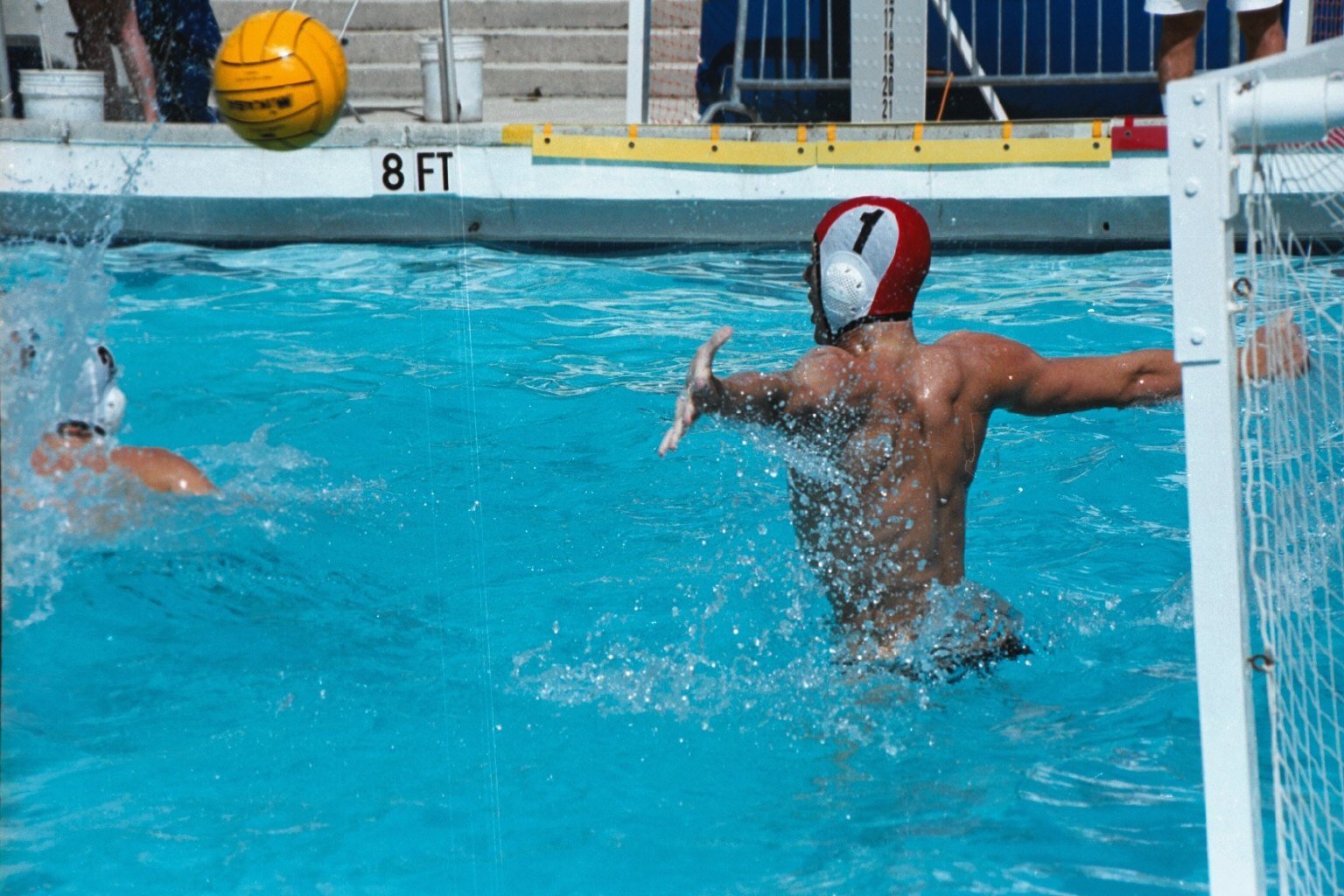
슛을 막기 위해 에그비트(워터-점핑 또는 개구리킥이라고도 함)를 하는 골리.

수구에서 골키퍼는 5미터 구역 내에서 지켜야 할 특정 규칙을 부여받는데, 여기에는 두 손으로 공을 만질 수 있는 능력, 설 수 있는 능력, 그리고 주먹을 쥐고 공을 칠 수 있는 능력이 포함된다. 그러나 골키퍼는 하프라인을 넘을 수 없지만, 골키퍼가 아닌 선수들은 넘을 수 있다.
NFHS 2006-2007 수영/다이빙 및 수구 규칙서에 따르면, 2006년 규칙 변경으로 4미터 및 7미터 라인이 5미터 라인으로 통합되었다. 이제 골리는 개정된 규칙에 따라 필드 규칙(한 손)에 따라 5미터 라인을 넘어갈 수 있으며, 하프라인을 넘지 않고 두 손을 사용할 수 있다.
새로운 캡 규칙에 따라 골리 캡은 이제 홈 팀은 빨강/어두움, 원정 팀은 빨강/흰색으로 번갈아 가며 네 부분으로 나뉘어야 한다. 골리는 번호 1, 13 또는 15를 사용해야 하며, 여성의 경우 골리 캡 아래에 빨간색 수영모를 착용해야 한다. 공식 캡이 벗겨진 경우 골리를 필드 플레이어와 구별하기 어렵기 때문에 팀의 어두운색 수영모는 더 이상 허용되지 않는다. USWP 및 NCAA 규칙은 약간 다르다.
수구 골키퍼는 장갑이나 신체 보호 장비 없이 가장 보호받지 못하는 골키퍼이다.

## 동전 및 우표의 골키퍼
골키퍼는 가장 어려운 포지션 중 하나로 여겨지므로 한 국가의 문화에 큰 영향을 미칠 수 있다. 골키퍼는 일부 수집용 동전과 메달에 사용되어 왔는데, 예를 들어 오스트리아의 5유로 100주년 축구 기념주화가 2004년 5월 12일에 주조되었다. 이 주화는 축구 선수의 성공적인 슛을 배경으로 묘사하고 있으며, 공이 오스트리아 골키퍼 사무엘 알리(여전히 공중에 있음)를 지나 골대에 막 들어가고 있다.

## 같이 보기
- 골텐더